# Big Grizzly Mountain Runaway Mine Cars
Big Grizzly Mountain Runaway Mine Cars (chinesisch 灰熊山極速礦車) im Hong Kong Disneyland (China) ist eine stählerne Minenachterbahn vom Modell Family Coaster des Herstellers Vekoma, die am 13. Juli 2012 eröffnet wurde.
Sowohl die Thematisierung der Bahn, als auch der Streckenverlauf ähnelt jenen der Big Thunder Mountain aus anderen Disney-Parks, sowie Expedition Everest aus Disney’s Animal Kingdom. Auf der 1099 m langen, von Peter Clerx entworfenen Strecke werden die Züge über zwei Kettenlifthills in die Höhe gezogen. Außerdem gibt es einen Abschnitt, auf dem die Züge per Linearmotoren (LIM) beschleunigt werden. Die Höchstgeschwindigkeit beträgt 56 km/h.

## Züge
Big Grizzly Mountain Runaway Mine Cars besitzt sechs Züge mit jeweils vier Wagen. In jedem Wagen können sechs Personen (drei Reihen à zwei Personen) Platz nehmen.